# Zelinda aurulenta
Zelinda aurulenta är en tvåvingeart som beskrevs av Jean-Baptiste Robineau-Desvoidy 1863. Zelinda aurulenta ingår i släktet Zelinda och familjen parasitflugor.
Artens utbredningsområde är Frankrike. Inga underarter finns listade i Catalogue of Life.